# Telford (Pensilvania)
Telford es un borough ubicado en el condado de Montgomery y otra parte en el Bucks en el estado estadounidense de Pensilvania. En el año 2000 tenía una población de 4,680 habitantes y una densidad poblacional de 1,628.7 personas por km².

## Geografía
Está en las coordenadas 40°19′29″N 75°19′41″O / 40.32472, -75.32806 y tiene una superficie de 2,6 km².

## Demografía
A partir del censo de 2000, había 4.680 personas, 1.930 hogares y 1.200 familias que residían en la ciudad. La densidad de población fue1,789.1 / km ². Había 1.977 viviendas en una densidad media de 755.8/km ². La composición racial de la ciudad era 92,48% blanco, 1,30% afroamericanos 0,02% americanos nativos, 3.76% asiáticos, 0,02% de las islas del Pacífico, el 1,13% de otras razas, y 1,28% de dos o más razas. Hispanos o latinos de cualquier raza eran el 3,61% de la población.